# Pynthanosis macronata
Pynthanosis macronata är en fjärilsart som beskrevs av Otto Staudinger 1894. Pynthanosis macronata ingår i släktet Pynthanosis och familjen mätare. Inga underarter finns listade.